# Radosław Zmitrowicz
Radosław Zmitrowicz OMI (* 2. September 1962 in Danzig) ist Weihbischof in Kamjanez-Podilskyj.

## Leben
Radosław Zmitrowicz trat der Ordensgemeinschaft der Oblaten (OMI) bei, legte am 21. Mai 1987 die Profess ab und empfing am 17. Juni 1989 durch den Weihbischof in Posen, Stanisław Napierała, die Priesterweihe.
Papst Benedikt XVI. ernannte ihn am 29. November 2012 zum Titularbischof von Gypsaria und zum Weihbischof in Kamjanez-Podilskyj.  Die Bischofsweihe spendete ihm der Bischof von Kamjanez-Podilskyj, Maksymilian Leonid Dubrawski, am 9. Februar 2013; als Mitkonsekratoren wirkten Mieczysław Mokrzycki, Erzbischof von Lemberg, und Jan Niemiec, Weihbischof in Kamjanez-Podilskyj.